# 23 de febrero
El 23 de febrero es el 54.º (quincuagésimo cuarto) día del año en el calendario gregoriano. Quedan 311 días para finalizar el año y 312 en los años bisiestos.

## Acontecimientos
- 4 a. C.: en China se registra un cometa («una estrella como un arbusto»).[1]
- 303: el emperador romano Diocleciano ordena la destrucción de la nueva iglesia cristiana de Nicomedia, comenzando los ocho años de la persecución de Diocleciano,[2] día que se celebraban las fiestas Terminalias.
- 532: el emperador bizantino Justiniano I ordena la construcción de una nueva basílica, la iglesia de Santa Sofía en Constantinopla, llamada en griego Hagia Sophia. Durante siglos fue la mayor iglesia de la Cristiandad hasta la conquista de Constantinopla por los turcos otomanos en 1453.
- 1455: Johannes Gutenberg imprime la primera Biblia en una imprenta.
- 1475: en Valencia aparece el libro Comprehensorium, la segunda obra editada en España siguiendo las técnicas de Gutenberg.
- 1660: en Suecia, Carlos XI es proclamado rey.
- 1739: en la prisión del castillo de York, el bandolero Dick Turpin, que había estado usando el nombre de Richard Palmer, es identificado porque una carta a su cuñado cayó en manos de las autoridades.
- 1765: en Inglaterra, el químico y físico Henry Cavendish descubre el hidrógeno, al que denomina «aire inflamable» y con ello, determina la composición de la atmósfera.
- 1775: en París se estrena El barbero de Sevilla, de Pierre-Augustin de Beaumarchais.
- 1813: en las Provincias Unidas del Río de la Plata comienza a generalizarse el uso de la escarapela, que había sido creada oficialmente el 18 de ese mismo mes a solicitud de Manuel Belgrano.
- 1820: en Argentina, Francisco Ramírez, Estanislao López y Manuel de Sarratea firman el Tratado del Pilar
- 1822: en la ciudad de Santiago de Chile es ejecutado el líder de la guerrilla realista, Vicente Benavides.
- 1836: en San Antonio (Texas) comienza la Batalla de El Álamo.
- 1847: durante la Intervención estadounidense en México, en la batalla de Buena Vista, las tropas estadounidenses bajo el futuro presidente del general Zachary Taylor derrotan al general mexicano Antonio López de Santa Anna.
- 1854: se firma el Tratado de Bloemfontein, por el que se aprueba la independencia del estado sudafricano de Orange.
- 1863: se celebra en la iglesia de San Lucas de Jerez de la Frontera el matrimonio entre Don Álvaro Dávila y Pérez de Grandallana, Marqués de Villamarta-Dávila, de Mirabal y Conde de Villafuente Bermeja con Doña Francisca de Caracciolo de Ágreda y Balleras, del Señorío Divisero del Solar de Tejada.
- 1883: Alabama se convierte en el primer estado de EE. UU. en promulgar una ley antimonopolio.
- 1885: en la Guerra sino-francesa, el ejército francés obtiene una importante victoria en la batalla de batalla de Đồng Đăng en la región de Tonkin en Vietnam.
- 1886: Charles Martin Hall desarrolla un sistema para obtener aluminio, un metal que hasta entonces se consideraba semiprecioso, dado que se desconocía la forma de aislarlo de sus componentes.
- 1887: entre Cannes y la ciudad italiana de La Spezia se registra un terremoto que produce graves daños materiales y numerosas víctimas.
- 1893: Rudolf Diesel recibe la patente del motor diésel.
- 1895: en Cuba se inicia la guerra de Independencia cubana con el «Grito de Baire».
- 1901: en la provincia argentina de Chubut se funda el pueblo Comodoro Rivadavia.
- 1901: se produce el hundimiento del vapor británico City of the Río de Janeiro, siniestro en el que mueren 130 personas.
- 1903: en Cuba, Estados Unidos gana el control de la Bahía de Guantánamo «en perpetuidad».
- 1904: en Panamá, Estados Unidos gana el control del Canal de Panamá por 10 millones de dólares.
- 1904: Japón y Corea firman un tratado de alianza por el que Corea se convierte en protectorado del imperio nipón.
- 1905: el abogado Paul Harris pone las bases del Club Rotary International.
- 1912: comienza la guerra entre Italia y Turquía, con el bombardeo de Beirut por parte de las fuerzas italianas.
- 1912: en Suiza se inician las obras del túnel del Jungfrau (a 3457 m de altura).
- 1913: en Santander, España, se funda el Real Racing Club de Santander.
- 1914: el Consejo de Konigsberg acuerda que los restos del filósofo Immanuel Kant sean enterrados en un mausoleo de la catedral de esta ciudad.
- 1914: en Montecarlo se estrena la ópera Cleopatra, de Jules Massenet.
- 1915: en el marco de la Primera Guerra Mundial, tropas británicas ocupan el África Sudoccidental alemán.
- 1918: en la URSS se funda el Ejército Rojo.
- 1918: en Venezuela, el caroreño Rafael Perera Zubillaga, crea en la ciudad de Carora la cadena de mercado mixto de farmacias y tienda de conveniencias, Farmatodo, en ese entonces conocida con el nombre de Droguería Lara, como "una compañía caroreña familiar". Meses más tarde se mudaría por primera vez a Barquisimeto, y años después se mudaría por segunda vez a la capital venezolana, Caracas.
- 1919: en Italia, Benito Mussolini funda el Partido Nacional Fascista.
- 1919: Primer transporte aéreo oficial de correspondencia al interior de Argentina. El teniente Pedro Leandro Zanni realiza en un biplano Nieuport 28 de 160 hp el primer transporte aéreo oficial de correspondencia a Mar del Plata. Transporta una saca con cartas y ejemplares del diario La Prensa.
- 1920: en Inglaterra, se produce la primera transmisión por radio: un concierto emitido desde Chelmsford.
- 1923: el parlamento alemán aprueba un decreto-ley contra los especuladores.
- 1925: en Argentina, Alfonsina Storni publica Ocre.
- 1926: la corona de la emperatriz Catalina II de Rusia, puesta en venta por el Gobierno soviético, es adquirida por unos joyeros franceses.
- 1928: la reforma del Código Penal de España agrava las sanciones para delitos de fraude y especifica los de timo y chantaje.
- 1928: en México se produce una gran manifestación estudiantil contra la intervención de EE. UU. en Nicaragua.
- 1930: la transcripción gráfica de las ondas sonoras, puesta a punto por los franceses Lauste, Laudet y el estadounidense Lee De Forest, supone un nuevo progreso en el cine hablado.
- 1934: en Bélgica, Leopoldo III se convierte en rey de los belgas.
- 1937: el Kuomintang rechaza, en su congreso de Nankín, toda colaboración con los comunistas.
- 1938: el boxeador estadounidense Joe Louis se proclama de nuevo campeón mundial de los pesos pesados en Nueva York, al derrotar por nocaut en el tercer asalto a Nathan Mann.
- 1944: en el atolón Enewetak (islas Marshall), en el marco de la campaña del Pacífico (en la Segunda Guerra Mundial), termina la batalla de Eniwetok entre Estados Unidos y Japón (desde el 17 de febrero).
- 1945: en la batalla de Iwo Jima, Joe Rosenthal toma la fotografía del izamiento de la bandera estadounidense.
- 1946: en Bombay (India) una manifestación antibritánica reúne a 300 000 huelguistas.
- 1947: Werner Heisenberg declara que la Unión Soviética, al finalizar la guerra, ha contratado a físicos nucleares alemanes.
- 1947: se funda la Organización Internacional de Normalización
- 1948: una explosión en el barrio judío de Jerusalén causa 49 muertos y 100 heridos.
- 1950: en Reino Unido, el Partido Laborista gana las elecciones generales.
- 1952: el Consejo de la OTAN aprueba un plan de rearme de más 300 000 millones de dólares.
- 1958: en Cuba, los rebeldes liderados por Fidel Castro secuestran al automovilista argentino Juan Manuel Fangio, cinco veces campeón del mundo. Lo liberarán 28 horas más tarde.
- 1958: en Argentina, el político Arturo Frondizi es elegido presidente. Ganó las elecciones gracias al apoyo del peronismo, que se encontraba proscrito por la dictadura de Aramburu (autodenominada Revolución Libertadora).
- 1959: se produce la primera reunión del Tribunal Europeo de Derechos Humanos.
- 1959: en España, Landelino Lavilla obtiene el número uno en las oposiciones a letrados del Consejo de Estado.
- 1962: los delegados de 12 países europeos aprueban, en París, la creación de la Organización Europea para la Investigación Espacial (ESRO).
- 1966: en Siria, el miembro del Partido Baaz Árabe Socialista Salah Jadid encabeza un golpe de Estado dentro del partido que reemplaza al gobierno anterior del general Amin al-Hafiz, también baazista.
- 1970: el gobernador general británico proclama en Georgetown el nacimiento de la República de Guyana, con Edward Luckhoo como presidente.
- 1974: se sublevan en la provincia argentina de Córdoba más de 10 000 policías que detienen a las autoridades civiles por «marxistas infiltrados».
- 1975: la Santa Sede llama la atención a Hans Küng, profesor de teología en la universidad de Tubinga, por sus controvertidas tesis.
- 1980: el ayatolá Ruhollah Jomeini establece que el parlamento iraní será el que decida el destino de los rehenes de la embajada estadounidense.
- 1981: en España, el teniente coronel Antonio Tejero realiza un intento fallido de golpe de Estado (conocido como 23-F).
- 1982: en el norte de Siria se producen duros enfrentamientos entre la Organización de los Hermanos Musulmanes y las fuerzas gubernamentales del presidente Hafez al-Asad.
- 1982: en Dinamarca, el 52 % de la población apoya en el referéndum la salida de su país de la CEE.
- 1983: en España el ministro Miguel Boyer expropia Rumasa a José María Ruiz-Mateos.
- 1984: en San Sebastián (España), los Comandos Autónomos Anticapitalistas asesinan al senador socialista y parlamentario vasco Enrique Casas.
- 1985: la banda terrorista ETA libera al industrial Ángel Urteaga, previo pago de un rescate de 150 millones de pesetas, tras 38 días de secuestro.
- 1987: en el Observatorio Las Campanas (en Chile), Ian Shelton y Oscar Duhalde descubren la supernova SN 1987A.
- 1988: en Israel, Chaim Herzog es elegido presidente.
- 1988: en Madrid, el XXII Congreso del PCE elige a Julio Anguita como nuevo secretario general, en sustitución de Gerardo Iglesias.
- 1989: en Aragón, el PP y el PAR firman el pacto de formación de un Gobierno de coalición en la comunidad autónoma Aragonesa.
- 1989: en Argelia, se aprueba a través de un referéndum, una reforma constitucional que acabará con el partido único.
- 1989: en Japón se producen multitudinarios funerales por el recientemente fallecido emperador Hirohito.
- 1990: el Sóviet Supremo de la República báltica de Estonia adopta el multipartidismo.
- 1990: en el hospital Gregorio Marañón (de Madrid), el cardiólogo estadounidense Charles E. Mullins corrige por vez primera en Europa, y sin necesidad de cirugía, una malformación congénita de corazón a una niña de 4 años.
- 1991: en Tailandia, el general Sunthorn Kongsompong lidera un sangriento golpe de Estado destituyendo al primer ministro Chatichai Choonhavan.
- 1993: los países de la OEA firman la Declaración de Cartagena de Indias, en la que se insta a educar a los pueblos para la democracia.
- 1994: la Duma rusa concede la amnistía a Valentín Pavlov y a todos los encausados en el golpe de Estado de agosto de 1991, que alejó del poder a Mijaíl Gorbachov.
- 1998: Netscape Communications Corporation anuncia la creación de mozilla.org para coordinar el desarrollo del navegador web de código abierto de Mozilla.
- 1998: la península de Florida (Estados Unidos) vive el peor temporal de su historia.
- 1998: el Ayuntamiento de Ámsterdam inaugura las primeras tres «narco-salas» europeas, centros donde pueden acudir los drogadictos sin hogar.
- 1999: el líder rebelde kurdo Abdullah Öcalan es acusado de traición en Ankara (Turquía).
- 1999: un alud de nieve sepulta a 50 personas en los Alpes austríacos, de las que 38 resultan muertas.
- 2000: el guitarrista chicano Carlos Santana consigue ocho premios Grammy, igualando el récord que poseía Michael Jackson, logrado en 1983.
- 2002: el español Johann Mühlegg logra su tercer oro olímpico tras imponerse en los 50 km de fondo clásico.
- 2002: Íngrid Betancourt es secuestrada por las FARC (Fuerzas Armadas Revolucionarias de Colombia) durante un mitin (permanecerá secuestrada durante 2323 días).
- 2003: la Academia Británica de Cine concede dos Premios BAFTA (mejor guion original y mejor película de habla no inglesa) a Pedro Almodóvar por Hable con ella.
- 2004: la escritora colombiana Laura Restrepo gana el premio Alfaguara de Novela con su novela Delirio.
- 2004: una explosión causa seis muertos en la central de Investigación Espacial de India, en Sriharikota.
- 2005: un equipo de científicos de la Universidad de Cardiff descubre una galaxia formada por materia oscura, situada a 50 millones de años luz.
- 2005: en España, el Ministerio de Sanidad aprueba los primeros cuatro proyectos de investigación sobre células madre.
- 2005: se confirman, por vez primera, los efectos predichos por la teoría de la relatividad de Albert Einstein para las cercanías de los agujeros negros.
- 2006: un tejado se desploma sobre un mercado moscovita, matando al menos a 40 personas y deja heridas a otras 31 personas.
- 2006: los hermanos Faddoul, tres jóvenes venezolanos hijos de un empresario de origen libanés, son secuestrados en Caracas junto con su chofer Miguel Rivas. Los cuerpos de los cuatro posteriormente fueron encontrados el 4 de abril con disparos de escopeta en la cabeza y abandonados en una zona boscosa de San Francisco de Yare.[3] El asesinato de los hermanos causó indignación a nivel nacional y una ola de protestas en Caracas en contra de la inseguridad en Venezuela.[4][5]
- 2006: en Cleveland (Estados Unidos) fallece de un paro cardíaco Louwana Miller, un año después de que la psíquica Sylvia Browne le dijera en un programa de televisión (en noviembre de 2004) que no buscara más a su hija, que ya estaba muerta. Amanda Berry (n. 22 de abril de 1986) estuvo secuestrada desde el 21 de abril de 2003 y logró escapar de su cautiverio el 6 de mayo de 2013 (a los 27 años).[6]
- 2006: en Kent una banda armada perpetra el mayor robo de la historia del Reino Unido, tras apropiarse de más de 73 millones de euros de una empresa de seguridad.
- 2006: en España sale a la venta Harry Potter y el misterio del príncipe (sexto libro de la saga).
- 2006: en Shanghái, Inditex (la multinacional española que preside Amancio Ortega), desembarca en China con la inauguración de una tienda Zara.
- 2009: Penélope Cruz se convierte en la primera actriz española en conseguir un premio Óscar.
- 2010: en México es creada la Comunidad de Estados Latinoamericanos y Caribeños (CELAC)
- 2011: en Libia se producen levantamientos masivos de las ciudades contra el gobierno de Gadafi, los levantamientos se llevan a cabo en Misurata, Zawiya, Nalut, Zintan, Gharyan, Yafren, Surman, Zuwara, Subrata, Jadu y Kikla.
- 2012: en España el pleno del Consejo General del Poder Judicial, ratifica, con el apoyo de 20 de sus 21 miembros, la expulsión de la carrera judicial del juez Baltasar Garzón.

## Nacimientos
- 1417: Paulo II, papa italiano (f. 1471).
- 1443: Matías Corvino, rey de Hungría y Croacia (f. 1490).
- 1633: Samuel Pepys, parlamentario y cronista británico (f. 1703).
- 1646: Tokugawa Tsunayoshi, shogun japonés (f. 1709).
- 1648: Arabella Churchill, mujer inglesa, amante del rey Jaime II y madre de sus cuatro hijos (f. 1730).
- 1680: Jean-Baptiste Le Moyne de Bienville, explorador francés y gobernador de Luisiana (f. 1767).
- 1685: Georg Friedrich Händel, compositor británico de origen alemán (f. 1759).
- 1689: Samuel Bellamy, pirata británico (f. 1717).
- 1723: Richard Price, filósofo británico (f. 1791).
- 1744: Mayer Amschel Rothschild, banquero alemán (f. 1812).
- 1792: José Joaquín de Herrera, militar y político mexicano (f. 1854).
- 1807: Florencio Varela, político y periodista argentino (f. 1848).
- 1837: Rosalía de Castro, escritora y poeta española (f. 1885)
- 1840: Carl Menger, economista austriaco (f. 1921).
- 1842: Eduard von Hartmann, filósofo alemán (f. 1906).
- 1845: Ricardo Bellver, escultor español (f. 1924).
- 1846: Luigi Denza, compositor italiano (f. 1922).
- 1850: César Ritz, hostelero suizo (f. 1918).
- 1851: Antoni Pellicer, escritor y anarquista español (f. 1916).
- 1866: Antonio de Orleans y Borbón, aristócrata español (f. 1930).
- 1866: José Joaquín Casas Castañeda, político colombiano (f. 1950).
- 1868: William Edward Burghardt Du Bois, activista, escritor, historiador y sociólogo estadounidense (f. 1963).
- 1871: George Thomas Moore, botánico estadounidense (f. 1956).
- 1874: Konstantin Päts, presidente estonio (f. 1956).
- 1878: Kazimir Malevich, pintor ucraniano (f. 1935).
- 1882: Titus Brandsma, filósofo neerlandés (f. 1942).
- 1882: B. Traven, actor y novelista alemán (f. 1969).
- 1883: Karl Jaspers, psiquiatra y filósofo alemán (f. 1969).
- 1883: Guy C. Wiggins, pintor impresionista estadounidense (f. 1962).
- 1889: Victor Fleming, cineasta estadounidense (f. 1949).
- 1889: Musidora, directora de teatro y actriz francesa (f. 1957).
- 1898: Enrique Lafuente Ferrari, historiador de arte español (f. 1985).
- 1899: Erich Kästner, escritor alemán (f. 1974).
- 1899: Norman Taurog, cineasta estadounidense (f. 1981).
- 1901: La Bella Dorita, cantante y bailarina de cabaré española (f. 2001).
- 1901: Edgar Ende, pintor alemán (f. 1965).
- 1904: Terence Fisher, cineasta británico (f. 1980).
- 1904: Leopold Trepper, espía soviético (f. 1982).
- 1907: Roberto Cherro (Cabecita de Oro), futbolista argentino (f. 1965).
- 1908: William McMahon, primer ministro y político australiano (f. 1988).
- 1913: Salvador Artigas, futbolista y entrenador español (f. 1997).
- 1915: Paul Tibbets, piloto y militar estadounidense (f. 2007).
- 1916: Yekaterina Zelenko, piloto militar soviética (f. 1941).
- 1918: Richard G. Butler, activista nazi estadounidense (f. 2004).
- 1918ː Alekséi Jlobistov, piloto de caza soviético y as de la aviación (f. 1943).
- 1920: Aurora Bernárdez, traductora y escritora argentina, exesposa de Julio Cortázar (f. 2014).
- 1923: Rafael Addiego Bruno, magistrado y presidente uruguayo (f. 2014).
- 1924: Allan McLeod Cormack, científico sudafricano, premio Nobel en Medicina en 1979 (f. 1998).
- 1924: Claude Sautet, cineasta y guionista francés (f. 2000).
- 1926: Eduardo Lerchundi, vestuarista argentino (f. 2018).
- 1926: Fernando Vizcaíno Casas, escritor y abogado español (f. 2003).
- 1927: Mirtha Legrand, actriz y presentadora de televisión argentina.
- 1927: Silvia Legrand, actriz argentina (f. 2020).
- 1927: Régine Crespin, soprano francesa (f. 2007).
- 1928: Hans Herrmann, piloto de automovilismo alemán.
- 1929: Queta Lavat, actriz mexicana.
- 1929: Alejo II, patriarca moscovita (f. 2008).
- 1930: Federico Vairo, futbolista argentino (f. 2010).
- 1931: Tom Wesselmann, artista estadounidense (f. 2004).
- 1932: Majel Barrett Roddenberry, actriz estadounidense (f. 2008).
- 1934: Augusto Algueró, director de orquesta y compositor español (f. 2011).
- 1934: Linda Cristal, actriz argentino-estadounidense (El gran chaparral) (f. 2020).
- 1936: Federico Luppi, actor argentino (f. 2017).
- 1936: Manuel Bartlett Díaz, político mexicano.
- 1938: Paul Morrissey, cineasta estadounidense.
- 1938: Jiří Menzel, cineasta checo.
- 1938: Diane Varsi, actriz estadounidense (f. 1992).
- 1940: Peter Fonda, actor estadounidense (f. 2019).
- 1941: Alla Tarán, violinista y pedagoga ucraniano-cubana.
- 1942: Dioncounda Traoré, político y presidente maliense.
- 1942: Ben Grussendorf, político estadounidense (f. 2011).
- 1944: Johnny Winter, músico estadounidense (f. 2014).
- 1947: Pia Kjærsgaard, política danesa.
- 1948: Manolo Clares, futbolista español.
- 1948: Steve Priest, músico británico (f. 2020).
- 1949: Marc Garneau, astronauta, ingeniero, militar («capitán de navío»), rector universitario y político canadiense (f. 2025), presidente de la Agencia Espacial Canadiense (entre 2001 y 2006). El 5 de octubre de 1984, Garneau se convirtió el segundo americano no estadounidense en volar al espacio, después del cubano Arnaldo Tamayo Méndez.[7]
- 1952: Brad Whitford, guitarrista estadounidense, de la banda Aerosmith.
- 1953: Satoru Nakajima, piloto japonés de Fórmula 1.
- 1953: Luis Alberto Beto Quevedo, sociólogo, catedrático y periodista uruguayo-argentino.
- 1954: Rosendo Mercado, músico español de rock.
- 1954: Víktor Yúshchenko, primer ministro ucraniano.
- 1955: Howard Jones, cantante británico.
- 1955: Flip Saunders, entrenador estadounidense de baloncesto (f. 2015).
- 1955: Guadalupe Pineda, cantante mexicana.
- 1957: Víktor Markin, atleta ruso.
- 1958: David Sylvian, músico británico, de las bandas Japan y Nine Horses.

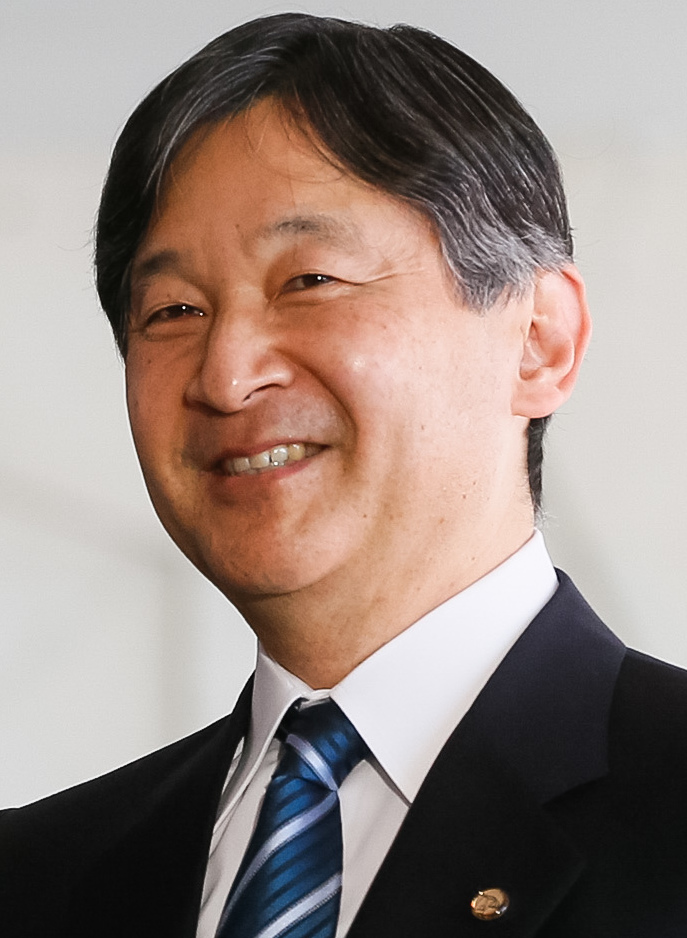
Naruhito

- 1960: Naruhito, aristócrata («126.º emperador») japonés.
- 1961: Aleksandr Bogomaz, político ruso, gobernador del óblast de Briansk.
- 1962: Michael Wilton, músico estadounidense de la banda Queensrÿche.
- 1962: Miguel de León, actor venezolano.
- 1963: Radosław Sikorski, periodista y político polaco.
- 1964: John Norum, guitarrista noruego, miembro de la banda Europe.
- 1965: Michael Dell, empresario estadounidense.
- 1965: Mikel Erentxun, cantante vasco de origen venezolano.
- 1965: Sylvie Guillem, bailarina y coreógrafa francesa.
- 1965:  Kristin Davis, actriz estadounidense.
- 1966: Didier Queloz, astrónomo suizo, premio nobel de física en 2019.
- 1967: José Luis Properzi, músico argentino, de la banda Súper Ratones (f. 2015).
- 1967: Chris Vrenna, músico estadounidense, de las bandas Nine Inch Nails y Tweaker.
- 1969: Marc Wauters, ciclista belga.
- 1970: Marie-Josée Croze, actriz canadiense.
- 1970: Niecy Nash, actriz estadounidense.
- 1971: Joe-Max Moore, futbolista estadounidense.
- 1972: Atsushi Kisaichi, actor de voz japonés.
- 1972: Washington Fernando Araújo, futbolista y entrenador uruguayo.
- 1972: Jürgen Beneke, ciclista alemán.
- 1972: Néstor Benedetich, futbolista argentino.
- 1972: Jhonny Rivera, cantante colombiano.
- 1974: Edmilson Carlos Abel, futbolista brasileño.
- 1975: Paola Barrientos, actriz argentina.
- 1975: Natalia Verbeke, actriz argentina.
- 1975: Álvaro Morte, actor español
- 1975: Ryōko Nagata, seiyū japonesa.
- 1976: Kelly Macdonald, actriz británica.
- 1976: Alfredo Ramírez Bedolla, político mexicano.
- 1976: Jorge Emilio Rey, político colombiano.
- 1977: Ayhan Akman, futbolista turco.
- 1977: Jesús Mendoza Aguirre, futbolista español.
- 1977: Ricardo Cavalcante Ribeiro, futbolista brasileño.
- 1977: Tomasz Lisowicz, ciclista polaco (f. 2024).

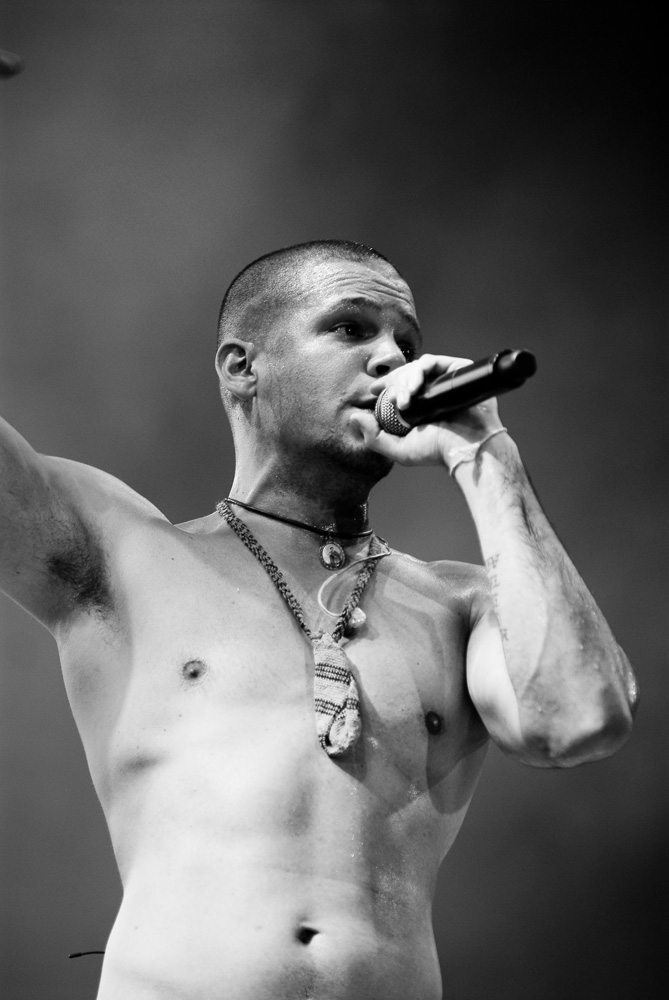
Residente (René Pérez).

- 1978: Residente (René Pérez Joglar), músico puertorriqueño, de la banda Calle 13.
- 1978: Jo Joyner, actriz británica.
- 1979: Luca Celli, ciclista italiano.
- 1979: Lucas Abraham, futbolista argentino.
- 1979 Hideyuki Ujiie, futbolista japonés.
- 1981: Gareth Barry, futbolista británico.
- 1981: Raphael Botti, futbolista brasileño.
- 1981: Mai Nakahara, seiyū y cantante japonesa.
- 1981: Dylan Ryder, actriz pornográfica estadounidense.
- 1981: Alan Falomir Sáenz, político mexicano.
- 1981: Steven Goldstein, piloto de automovilismo colombiano.
- 1981: Cody Mattern, esgrimidor estadounidense.
- 1981: Josh Gad, actor estadounidense.
- 1982: Adam Hann-Byrd, actor estadounidense.
- 1982: Karan Singh, político indio.

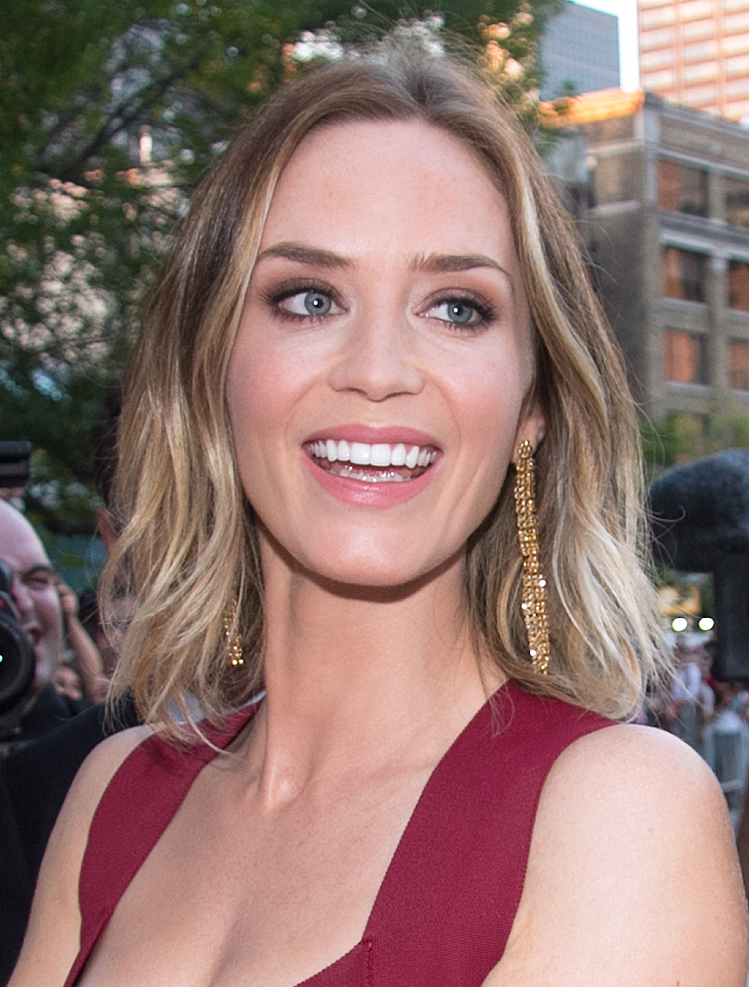
Emily Blunt

- 1983: Emily Blunt, actriz británica.
- 1983: Aziz Ansari, cómico estadounidense.
- 1983: Mido, futbolista egipcio.
- 1984: Iago Iglesias, futbolista español.
- 1984: Cedric Makiadi, futbolista congoleño.
- 1984: Hatthaporn Suwan, futbolista tailandés.
- 1986: Skylar Grey, cantante estadounidense.
- 1986: Ola Svensson, cantante sueca.
- 1986: Javi Moyano, futbolista español.
- 1986: Milena Vukovic, futbolista serbia.
- 1986: Emerson da Conceição, futbolista brasileño.
- 1987: Robert Topala, desarrollador de videojuegos sueco.
- 1988: Nicolás Gaitán, futbolista argentino.
- 1988: Sascha Weber, ciclista alemán.
- 1989: Richard Lang, ciclista australiano.
- 1989: Ahmed Akaïchi, futbolista tunecino.
- 1990: Pedro Gallese, futbolista peruano.
- 1991: Igor Levchenko, futbolista ucraniano.
- 1991: Francisco Úbeda, futbolista español.
- 1991: Nooh Al-Mousa, futbolista saudí.

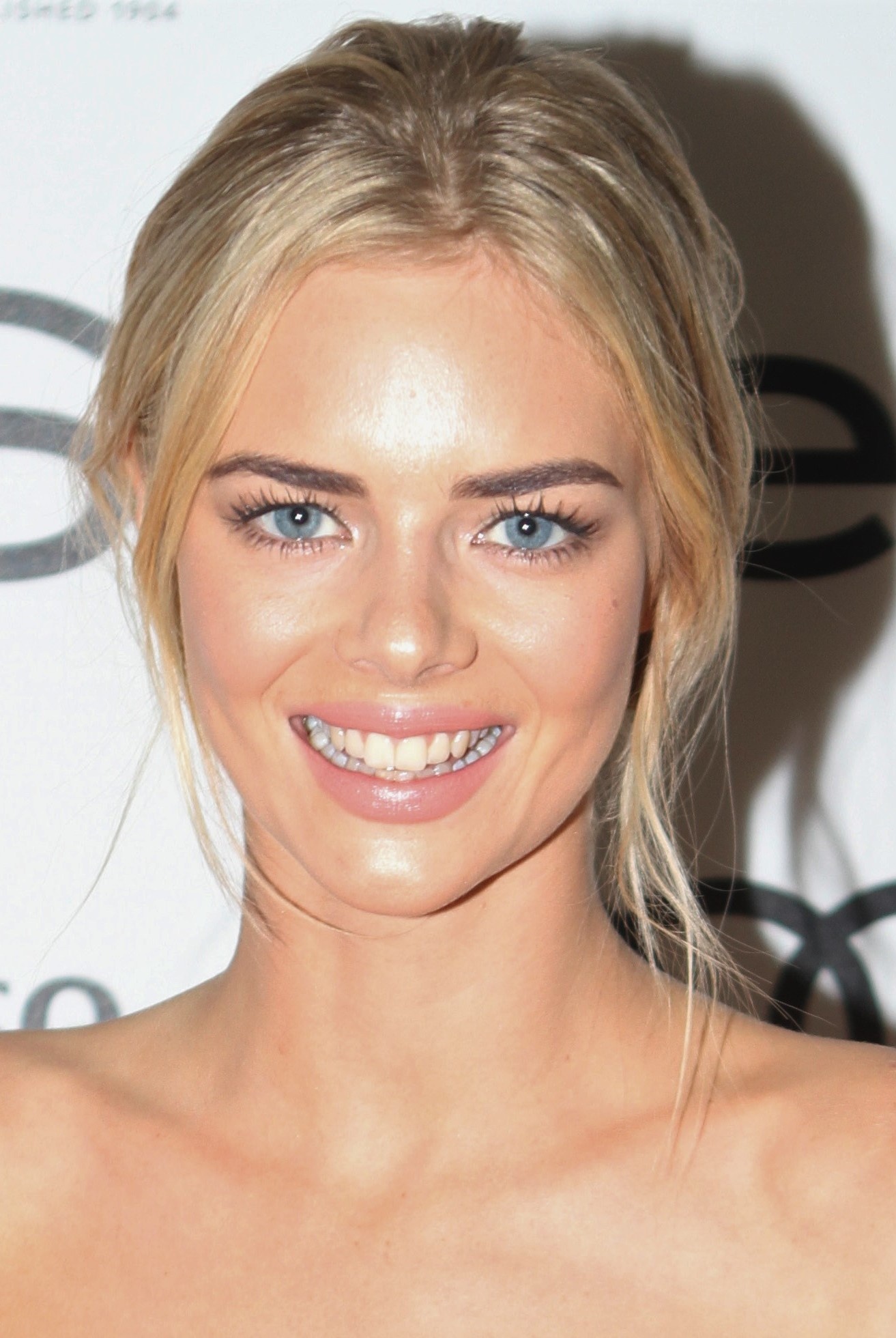
Samara Weaving

- 1992: Kiriakos Papadópulos, futbolista griego.
- 1992: Samara Weaving, actriz y modelo australiana.
- 1992: Casemiro, futbolista brasileño.
- 1993: Tim Parker, futbolista estadounidense.
- 1993: Diego Rico, futbolista español.
- 1993: Lucas Maia, futbolista brasileño.
- 1993: Bauyrzhan Islamkhan, futbolista kazajo.
- 1993: Raúl López Gómez, futbolista mexicano.
- 1994: Dakota Fanning, actriz estadounidense.
- 1994: Lucas Pouille, tenista francés.
- 1994: Farshid Esmaeili, futbolista iraní.
- 1994: Rafael Navarro Mazuecos, futbolista español.
- 1994: Bruce Musakanya, futbolista zambiano.
- 1994: Brian Lozano, futbolista uruguayo.
- 1995: Andrew Wiggins, baloncestista canadiense.
- 1995: Hijiri Onaga, futbolista japonés.
- 1995: Paul Arano, futbolista boliviano.
- 1995: Yerenis De León, futbolista panameña.
- 1995: Marilyn Esquivel, futbolista argentina.
- 1996: D'Angelo Russell, baloncestista estadounidense.
- 1996: Nicolás Bazzana, futbolista argentino.
- 1996: Shusuke Ota, futbolista japonés.
- 1997: Erick Aguirre, futbolista mexicano.
- 1997: Víctor Berríos, futbolista hondureño.
- 1997: José Luis Muñoz León, futbolista español.
- 1997: Oscar Linnér, futbolista sueco.
- 1998: Nenad Dimitrijević, baloncestista macedonio.
- 1998: Jack-Henry Sinclair, futbolista neozelandés.
- 1998: Andy Casquete, futbolista ecuatoriano.
- 1998: Gonzalo Ariel Gómez, futbolista argentino.
- 1998: Zoé Vergé-Dépré, voleibolista suiza.
- 1999: Mathias Nilsson, futbolista sueco.
- 1999: Melanie Kuenrath, futbolista italiana.
- 1999: Roman Yevgenyev, futbolista ruso.
- 1999: Mirko Ladrón de Guevara, futbolista argentino.
- 1999: Kristina Beroš, taekwondista croata.
- 1999: Enis Çokaj, futbolista albanés.
- 1999: Philipp Sturm, futbolista austriaco.
- 1999: Julen Fernández Díaz, futbolista español.
- 1999: Alyce Anderson, actriz pornográfica y modelo erótica estadounidense.
- 2000: Justinas Marazas, futbolista lituano.
- 2000: Femke Bol, atleta neerlandesa.
- 2000: Lucio Cinti, rugbista argentino.
- 2000: Gaspar Di Pizio, futbolista argentino.
- 2000: Juan José Perea, futbolista colombiano.
- 2000: Aliaxei Alfiorau, boxeador bielorruso.
- 2000: Jan Vorel, piragüista checo.
- 2000: Celina Di Santo, jugadora de hockey sobre césped argentina.
- 2000: Christian Martyn, actor canadiense.
- 2000: Kemba Nelson, atleta jamaicana.
- 2000: Abubeker Nassir, futbolista etíope.
- 2001: Jordan Díaz Fortún, atleta cubano nacionalizado español.
- 2001: Toral Bayramov, futbolista azerí.
- 2001: Nicolas Raskin, futbolista belga.
- 2003: Giorgia Villa, gimnasta artística italiana.
- 2005: Holly Okuku, atleta alemana.
- 2012: Estela de Suecia, aristócrata sueca.

## Fallecimientos
- 155: Policarpo de Esmirna, obispo de Esmirna (n. 69).
- 1072: Pedro Damián, teólogo (n. 1007).
- 1100: Zhezong, emperador chino entre 1085 y 1100 (n. 1076).
- 1270: Santa Isabel de Francia, hija de Luis VIII de Francia (n. 1225).
- 1447: Eugenio IV, papa italiano (n. 1383).
- 1447: Hunfredo de Gloucester, aristócrata inglés (n. 1390).
- 1464; Zhengtong, emperador chino (n. 1427).
- 1526: Diego Colón, aristócrata español (n. 1476).
- 1546: Francisco de Borbón, aristócrata francés (n. 1519).
- 1554: Henry Grey, estadista y aristócrata británico (n. c. 1515).
- 1603: Andrea Cesalpino, filósofo, botánico y físico italiano (n. 1519).
- 1603: François Viète, matemático francés (n. 1540).
- 1766: Estanislao I Leszczynski, rey polaco (n. 1677).
- 1781: George Taylor, político estadounidense firmante de la Declaración de Independencia (n. 1716).
- 1792: Joshua Reynolds, pintor británico (n. 1723).
- 1795: Carlos José Gutiérrez de los Ríos, político, músico y literato español (n. 1742).
- 1803: Praskovia Kovaliova (34), sirvienta rusa que se convirtió en cantante soprano operística y actriz (n. 1768); fallecida en su primer parto.
- 1821: John Keats, poeta británico (n. 1795).
- 1822: Vicente Benavides, militar chileno (n. 1777).
- 1835: José María del Castillo Rada, abogado y político colombiano (n. 1776).
- 1848: John Quincy Adams, sexto presidente estadounidense (n. 1767).
- 1851: Joanna Baillie, poeta y dramaturga escocesa (n. 1762).
- 1855: Carl Friedrich Gauss, matemático, astrónomo y físico alemán (n. 1777).
- 1859: Zygmunt Krasiński, poeta polaco (n. 1812).
- 1867: Pietro Zorutti, poeta italiano (n. 1792).
- 1873: Lorenzo Arrazola, político español  (n. 1795).
- 1879: Albrecht Graf von Roon, militar prusiano (n. 1803).
- 1896: Justo Arosemena, escritor y político colombiano (n. 1817).
- 1897: Woldemar Bargiel, compositor alemán (n. 1828).
- 1917: Jean Gaston Darboux, matemático francés  (n. 1842).
- 1926: Joan Llimona, pintor español  (n. 1860).
- 1930; Horst Wessel, ideólogo nazi (n. 1907).
- 1931: Nellie Melba, cantante de ópera australiana (n. 1861).
- 1934: Edward Elgar, compositor británico (n. 1857).
- 1935: Dionisio Pérez Gutiérrez, escritor y gastrónomo español (n. 1872).
- 1944: Leo Hendrik Baekeland, químico estadounidense (n. 1863).
- 1945: Reginald Barker, cineasta estadounidense (n. 1886).
- 1948: John Robert Gregg, inventor irlandés (n. 1866).
- 1953: Atilio Narancio, político y dirigente del fútbol uruguayo (n. 1883).
- 1955: Paul Claudel, dramaturgo francés (n. 1868).
- 1958: Carlos Sáenz de Tejada, pintor español (n. 1897).
- 1962: Crisólogo Larralde, político argentino (n. 1902).
- 1965: Stan Laurel, el Flaco, actor cómico estadounidense (n. 1890).
- 1966: Melchor Fernández Almagro, historiador español (n. 1893).
- 1967: Pepe Arias, actor cómico argentino (n. 1900).
- 1969: Saud de Arabia, rey árabe (n. 1902).
- 1973: Dickinson W. Richards, médico estadounidense, premio Nobel de Medicina en 1956 (n. 1895).
- 1974: Harry Ruby, compositor estadounidense (n. 1895).
- 1982: Carlos Manuel Rama, historiador, sociólogo, abogado, periodista y profesor uruguayo (n. 1922).
- 1985: Risieri Frondizi, filósofo y antropólogo argentino (n. 1910).
- 1987: José Afonso, cantante portugués (n. 1929).
- 1990: José Napoleón Duarte, político salvadoreño (n. 1925).
- 1990: James Gavin, general y embajador estadounidense (n. 1907).
- 1992: Valentino Bompiani, editor italiano (n. 1898).
- 1993: Mario Pani Darqui, arquitecto mexicano (n. 1911).
- 1995: Ángel de Echenique, periodista español (n. 1916).
- 1995: James Herriot, escritor británico (n. 1916).
- 1995: Melvin Franklin, bajista estadounidense de la banda The Temptations (n. 1942).
- 1997: Tony Williams, baterista estadounidense (n. 1945).
- 2000: Ofra Haza, cantante israelí (n. 1957).
- 2000: Stanley Matthews, futbolista británico (n. 1915).
- 2001: Robert Enrico, cineasta francés (n. 1931).
- 2001: Tincho Zabala, actor uruguayo expatriado en Argentina (n. 1923).
- 2003: Manuel Alonso Olea, abogado español (n. 1924).
- 2003: Shlomo Argov, diplomático israelí (n. 1929).
- 2003: Christopher Hill, historiador británico (n. 1912).
- 2003: Robert King Merton, sociólogo estadounidense (n. 1910).
- 2004: Carl Anderson, cantante y actor estadounidense (n. 1945).
- 2004: Antonio Garrigues Díaz-Cañabate, abogado, diplomático y político español (n. 1904).
- 2004: Don Cornell, cantante estadounidense (n. 1919).
- 2004: Raúl Salinas Lozano, economista y político mexicano (n. 1917).
- 2006: Telmo Zarraonaindía, Zarra, futbolista español (n. 1921).
- 2006: Benno Besson, actor y cineasta suizo (n. 1922).
- 2007: Pascal Yoadimnadji, político y primer ministro chadiano entre 2005 y 2007 (n. 1950).
- 2008: Janez Drnovšek, político esloveno (n. 1950).
- 2008: Kendon Macdonald, chef británico (n. 1959).
- 2011: Jean Lartéguy, escritor y periodista francés (n. 1920).
- 2015: Ben Woolf, actor estadounidense de cine y televisión (n. 1980).
- 2016: Ramón Castro Ruz, ingeniero agrónomo y político cubano, hermano de Fidel y Raúl (n. 1924).
- 2019: Katherine Helmond, actriz estadounidense (n. 1929).
- 2019: Natacha Jaitt, modelo, actriz, vedette, trabajadora sexual, guionista y conductora argentina (n. 1977).
- 2022: Juan Pablo Colmenarejo, periodista español (n. 1967).
- 2024: Wilson Fittipaldi, piloto de automovilismo brasileño (n. 1943).
- 2025: Jesús Guerrero (34), peluquero estadounidnese (n. 1990).[8]
- 2025: Greg Haugen (64), boxeador estadounidense; cáncer (n. 1960).[9]
- 2025: Tanin Kraivixien (97), juez y político tailandés (n. 1927).[10]
- 2025: Christopher Sepulvado (81), asesino convicto estadounidense (n. 1943).[11]
- 2025: Atilio Veronelli (65), comediante, actor, productor, director teatral y guionista argentino; infarto (n. 1959).[12]

## Celebraciones
- Día del Compromiso Internacional del Control del Mercurio.[13]
Creado para dar a conocer las consecuencias negativas del uso y comercio del mercurio, un metal pesado que provoca cáncer y envenena el aire y el agua.

- Día del Motor Diésel.
La invención de este motor se atribuye a Rudolf Diesel, un ingeniero a quien se le concedió una patente para el motor diésel el 23 de febrero de 1893 (hace 132 años).

Compartidas
- Primer Día del Carnaval.

- Aniversario del Rotary Club Internacional.[14]
Fundación: 23 de febrero de 1905 (120 años).

 Por países
(Por orden alfabético)
- Argentina: 
  - Día del Tambero.[13]En conmemoración a la creación de la Unión General de Tamberos de 1920.
    -  Misiones: 
      - Aniversario de Campo Viera.
Fundación: 23 de febrero de 1936 (89 años).[15]

- Brunéi:
  - Día nacional.[16]

- Chile:
  - Día Nacional del Rotario Chileno.
Esta fecha fue establecida por la Ley 21.291 en 2020 y busca destacar el rol de servicio público que realiza esta organización.

- España:
  - Día de Rosalía de Castro.
Se le rinde homenaje a la destacada poetisa y novelista española, en el aniversario de su nacimiento el 23 de febrero de 1837 en Galicia, (hace 188 años).

- Estados Unidos:
  - Día Nacional del Tenis.
(en inglés: National Play Tennis Day).
  - Día del Pan de Plátano.
(en inglés: National Banana Bread Day).
  - Día Nacional del Azulejo. Esta celebración fue implementada por la organización Coverings en 2017.
(en inglés: National Tile Day).
  - Día de las Golosinas o Galletas para Perros.
(en inglés: National Dog Biscuit Day).

- Guyana:
  - Día de la República.[16]

- Honduras:
  - Día de la Amistad.
Iniciativa de un grupo de rotarios de Tegucigalpa en el año 1944, aprobada según el Decreto Legislativo Nº 59 del año 1945.

- Japón:
  - Tennō tanjōbi.

- Perú:
  - Día del Rotarismo Nacional.
Se reconoce y se da a conocer los objetivos que el Rotary International persigue y realiza.

- República Dominicana:
  - Día Nacional del Kurash.
Para rememorar la llegada de esta disciplina deportiva al país en 1999 (hace 26 años).

- Rusia: 
  - Día de los defensores de la Patria.

- Sri Lanka:
  - Navam Luna Llena Poya.[16]

- Venezuela: 
  - Día del Perito y Técnico Industrial.

### Santoral católico

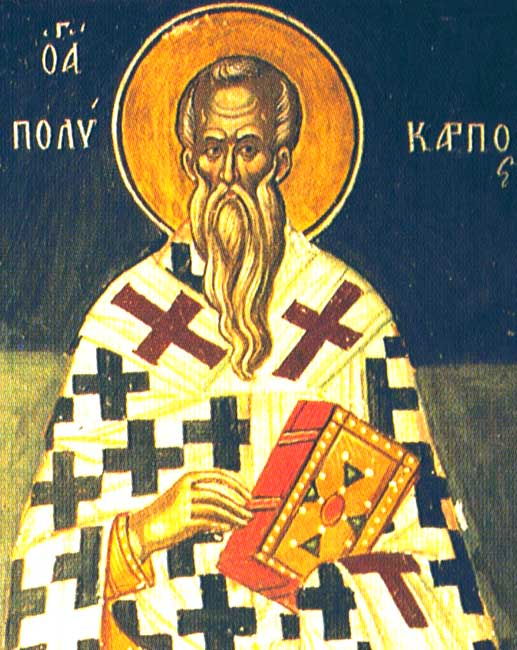
San Policarpo de Esmirna.

- San Policarpo de Esmirna, obispo y mártir (f. c. 155).[17](imagen ilustrativa).
- Santa Marta de Astorga, virgen y mártir (siglo III).
- San Sireno o Sinerio de Sirmio, mártir (f. c. 307).[17]
- Santa Milburga de Wenlock, virgen (f. c. 722).[17]
- San Willigiso de Maguncia, obispo (f. 1011).
- San Juan de Stilo, monje (siglo XI).[17]
- Beata Rafaela de Villalonga Ybarra (f. 1900).
- Beato Nicolás Tabouillot, presbítero y mártir (f. 1795).
- Beata Josefina Vannini, virgen (f. 1911).
- Beato Luis Mzyk, presbítero y mártir (f. 1942).
- Beato Vicente Frelichowski, presbítero (f. 1945).